# Bilbo's laatste lied
Bilbo's Laatste Lied is een gedicht geschreven door de Britse schrijver J.R.R. Tolkien in 1966 en was een geschenk aan zijn secretaris Joy Hill. Na Tolkiens dood in 1973 toonde Hill het gedicht aan Donald Swann, die het  zo goed vond dat hij het omzette in muziek en bijsloot in de tweede editie van The Road Goes Ever On (1978). Het gedicht werd geïllustreerd door Pauline Baynes, en gepubliceerd als poster in 1974. Het gedicht verscheen pas in 1990 in boekvorm en werd ook toen door Baynes geïllustreerd. 
Het gedicht wordt gezongen door Bilbo Balings in de Grijze Havens, wanneer hij voorgoed vertrekt uit Midden-aarde. Chronologisch gezien gebeurt dit aan het einde van De Terugkeer van de Koning, het laatste boek van In de Ban van de Ring, hoewel het op een later tijdstip is geschreven en nooit in het bewuste boek is opgenomen.
In de BBC Radio 4-adaptatie van The Lord of the Rings (1981) werd het lied gezongen met muziek van Stephen Oliver. Het eerste couplet wordt gescandeerd door John Le Mesurier (Bilbo), het tweede werd weggelaten en het derde werd gezongen door een sopraanjongen (in de soundtrack werden alle drie de coupletten opgenomen).
Er is geen directe verwijzing naar het lied in Peter Jacksons The Lord of the Rings: The Return of the King (2003). De filmdistributeur, New Line Cinema, had geen licentie om het gedicht te gebruiken omdat het een apart werk is naast In de Ban van de Ring; Christopher Tolkien, de zoon van de auteur en diens literair executeur, weigerde om de licentie te geven omdat het niets te maken heeft met de films. In de aftiteling van de film wordt het originele lied, Into the West, gezongen door Annie Lennox, vermeld; het had een vergelijkbare emotionele resonantie. In plaats van het origineel schreef componist Howard Shore een compositie voor koor en orkest genaamd Bilbo's Song. Het is in feite het wandellied dat start met I Sit Beside the Fire and Think.
Het lied, gezongen in 1978 door componist Donald Swann en ondersteund door zijn eigen piano, werd later toegevoegd aan een compact disc met de liederencyclus The Road Goes Ever On.
Het lied werd ook opgenomen door The Hobbitons (hoewel met een andere melodie dan Swanns versie) voor J.R.R. Tolkiens Songs from Middle-earth.